# Mistrzostwa Polski w hokeju na lodzie (1952/1953)
Mistrzostwa Polski w hokeju na lodzie 1952/1953 – 17. edycja mistrzostw Polski, rozegrana została w 1953 roku.

## Formuła
Turniej rozpoczął się od fazy eliminacyjnej, w której uczestniczyło 12 reprezentacji zrzeszeń sportowych. Uczestnicy byli podzieleni po trzy zespoły w czterech grupach. Zwycięzcy grup awansowali do turnieju finałowego.

## Eliminacje
- Grupa I: CWKS Warszawa, Kolejarz Toruń, 3 LZS
- Grupa II: Górnik Janów, Budowlani Opole, 3 Stal.
- Grupa III: Unia Krynica, Ogniwo Kraków, Spójnia Nowy Targ.
- Grupa IV: Gwardia Katowice, Włókniarz Łódź, AZS Katowice

Wyniki w eliminacjach od 30 stycznia do 1 lutego 1953 na lodowisku Torkat w Katowicach:
- 30 stycznia 1953[2]:
  - Kolejarz Toruń – LZS 14:0 (5:0, 3:0, 6:0)
  - Ogniwo Kraków – Spójnia Nowy Targ 12:2 (5:0, 3:1, 4:1)
  - Budowlani Opole – Stal 4:3 (1:3, 2:0, 1:0)
  - Włókniarz Łódź – AZS 5:4 (2:3, 2:0, 1:1)
- 31 stycznia 1953[3]:
  - Górnik Janów – Stal 16:0 (7:0, 5:0, 4:0)
  - Gwardia Katowice – AZS 3:2 (0:1, 1:0, 2:1)
  - CWKS Warszawa – LZS 21:1 (8:0, 1:0, 12:1)
  - Unia Krynica – Spójnia Nowy Targ 7:1 (2:1, 1:0, 4:0)
- 1 lutego 1953[4]:
  - CWKS Warszawa – Kolejarz Toruń 10:1 (3:0, 4:0, 3:1)
  - Unia Krynica – Ogniwo Kraków 9:1 (4:0, 1:1, 4:0)
  - Górnik Janów – Budowlani Opole 4:2 (1:0, 2:0, 1:2)
  - Gwardia Katowice – Włókniarz Łódź 3:2 (0:0, 2:2, 1:0)

## Turniej finałowy

### Wyniki
Turniej finałowy trwał od 4 do 6 lutego 1953 na lodowisku Torkat w Katowicach:
- 4 lutego 1953[6]:
  - CWKS Warszawa – Gwardia Katowice 9:3 (4:2, 4:1, 1:0), gole: Palus 3, Nowak 3, Jeżak, Masełko, Więcek / Brzeski 2, Skiba; sędziowie: Przewienda, Wycisk
  - Górnik Janów – Unia Krynica 4:4 (2:1, 1:2, 1:1), gole: Alfred Gansiniec, Wróbel I, Wróbel II / Lewacki 3, Prorok; sędziowie: Nyc, Bielecki
- 5 lutego 1953[7]:
  - CWKS Warszawa – Unia Krynica 7:3 (1:1, 4:2, 2:0), gole: Masełko 3, Palus 2, Zawadzki, Janiczko / Lewacki, Burda, Csorich (karny)
  - Górnik Janów – Gwardia Katowice 5:1 (2:0, 0:0, 3:1), gole: Alfred Gansiniec 3, Herda / Dziuban
- 6 lutego 1953[8]:
  - CWKS Warszawa – Górnik Janów 5:2 (0:1, 1:1, 4:0), do 45 min. Górnik prowadził 1:2, gole: Jeżak, Masełko, Chodakowski, Bromowicz, Nowak / Alfred Gansiniec, Wróbel II; sędziowie: Bielecki, Wycisk
  - Unia Krynica – Gwardia Katowice 14:3 (1:1, 6:0, 7:2), gole: Lewacki 3, Csorich 3, Burda 3, Gosztyla 3, Kurek, Prorok / Dziuban 2, Wiśniewski

### Tabela
| Lp. | Zespół           | M | Pkt | W | R | P | G + | G - | +/- |
| --- | ---------------- | - | --- | - | - | - | --- | --- | --- |
| 1   | CWKS Warszawa    | 3 | 6   | 3 | 0 | 0 | 21  | 8   | +13 |
| 2   | Unia Krynica     | 3 | 3   | 1 | 1 | 1 | 21  | 14  | +7  |
| 3   | Górnik Janów     | 3 | 3   | 1 | 1 | 1 | 11  | 10  | +1  |
| 4   | Gwardia Katowice | 3 | 0   | 0 | 0 | 3 | 7   | 28  | -21 |

      = Mistrz Polski

## Skład triumfatorów
Skład CWKS Warszawa: Edward Kocząb, Henryk Bromowicz, Tadeusz Świcarz, Szymon Janiczko, Z.Nowak, Zdzisław Masełko, Kazimierz Chodakowski, Maksymilian Więcek, Marian Jeżak, Mieczysław Palus, Wiktor Olszowski, Marian Zawadzki.